# Tanaostigmodes mayri
Tanaostigmodes mayri är en stekelart som beskrevs av William Harris Ashmead 1900. Tanaostigmodes mayri ingår i släktet Tanaostigmodes och familjen Tanaostigmatidae.
Artens utbredningsområde är Grenada. Inga underarter finns listade i Catalogue of Life.